# Sint-Juliaan-der-Vlamingen
De San Giuliano dei Fiamminghi (Sint-Juliaan-der-Vlamingen) is een rooms-katholieke kerk in Rome.

## Geschiedenis
De kerk zou als pelgrimshospitaal voor de inwoners van het graafschap Vlaanderen opgericht zijn ten tijde van de Kruistochten. Hij is gewijd aan Julianus Hospitator, uit de Merovingische tijd. Bekend is dat graaf Robrecht II van Vlaanderen het hospitaal in 1094 vaste inkomsten verschafte. De eerste nog bestaande schriftelijke vermeldingen zijn er pas in 1444.
In 1536 werd keizer Karel V lid van het aan de stichting verbonden Broederschap van Sint-Juliaan. De Bentvueghels, een vereniging van kunstenaars uit de Nederlanden, kwam er regelmatig bijeen. Uit de registers die bijgehouden werden sinds 1624 blijkt dat tussen het begin van de telling en 1790 21.213 bedevaartgangers hebben verbleven. Dat waren niet uitsluitend inwoners van het graafschap, maar ook van onder meer Artesië, Namen, Henegouwen, Kamerijk en Doornik. Het pelgrimsgasthuis ontstond vermoedelijk met de eerste pelgrimtochten in de 8ste eeuw. De eerste vermeldingen zijn er pas in 1444. 
De huidige kerk stamt uit de zeventiende en achttiende eeuw. Op het plafond is een allegorische voorstelling te zien van het graafschap Vlaanderen en de steden Brugge, Gent en Ieper, en in het midden een fresco (De apotheose van Sint-Juliaan) uit 1717 door de Engelsman William Kent, later bekend als hofarchitect van de Engelse koning. 
Sinds 1844 is de San Giuliano dei Fiamminghi de nationale kerk van de Belgen, de officiële naam luidt Koninklijke Belgische kerk en Stichting Sint-Juliaan-der-Vlamingen.
De kerk is gelegen in de Via del Sudario, tussen Largo di Torre Argentina en Sant'Andrea della Valle.

## Belangrijke bezoekers
- Graaf Robrecht II van Vlaanderen (1096), vermoedelijk, op weg naar de Eerste Kruistocht
- Karel V (1536)
- Pieter de Visscher
- Cornelis Schut
- Jan Miel
- Louis Cousin
- Nicolaas van Haringhen

## Titelkerk
De Sint-Juliaan was de titeldiaconie van de Belgische kardinaal Jan Schotte. Schotte werd op zijn eigen wens in deze kerk begraven. De titel San Giuliano dei Fiamminghi bleef vacant tot de aanstelling van kardinaal Walter Brandmüller in november 2010.
- Jan Schotte (1994-2005)
- Walter Brandmüller (2010-heden); titelkerk pro hac vice (2021-heden)